# Rautus
För fartyget, se Rautu (fartyg).
Rautus ( ru. Sosnovo ; fi. Rautu) är en kommun på Karelska näset invid den forna finländsk-sovjetiska gränsen.
Efter fortsättningskriget avträddes området till Sovjetunionen 1944.
I Rautus ägde ett blodigt slag rum mellan vita och röda under finska inbördeskriget: Slaget vid Rautus.